# Stefania Pinnelli
Stefania Pinnelli, née en 1976 à Fribourg et morte le 15 avril 2022, est une réalisatrice, scénariste, et productrice suisse et italienne. Elle dirige le Théâtre et École Alambic de Martigny de 2016 à 2020.

## Biographie
Après avoir obtenu en 2001 un bachelor en art dramatique à l'UQAM, elle commence une carrière d'actrice théâtrale. 
Elle cofonde en 2003 la Compagnie V.I.T.R.I.O.L. et pratique en tant que réalisatrice et productrice. Entre 2008 et 2015, elle enseigne le chant et la comédie musicale dans plusieurs institutions en Suisse romande, notamment à l'École de Théâtre de Martigny entre 2011 et 2015 et à la HEMU de Lausanne entre 2013 et 2015, comme assistante de Brigitte Annoff. Elle succède en juillet 2016 à Philippe Morand en tant que directrice du Théâtre et École Alambic de Martigny,,. 
En 2017, elle met en scène le spectacle Miss Poppins, qui connait un succès régional,. L'année suivante, elle participe à la création du spectacle Solstices, dont elle est à la fois réalisatrice et actrice, présenté lors la Fête du Blé et du Pain à Échallens.
Compagne de David Deppierraz et mère de deux filles, elle décède le 15 avril 2022 d'un cancer à l'âge de 45 ans,.

## Filmographie

### Réalisatrice
- 2004 : Les Voisins, avec David Deppierraz
- 2006 : Label Ethis, avec David Deppierraz
- 2007 : Au-delà, les souvenirs sont notre maison, avec David Deppierraz
- 2008 : Martine et le bal du samedi soir, avec David Deppierraz et Nicolas Veuthey
- 2010 : In Nomine Patris, avec David Deppierraz
- 2011 : Un monde discret, avec David Deppierraz

### Scénariste
- 2011 : Un monde discret, avec David Deppierraz

### Productrice
- 2011 : Un monde discret, avec David Deppierraz